# Santa Amélia
Santa Amélia est une municipalité brésilienne située dans l'État du Paraná.